# اینچون
کلان‌شهر اینچون از شهرهای بزرگ و از بنادر مهم کشور کره جنوبی به‌شمار می‌رود. فرودگاه بین‌المللی اینچئون بزرگ‌ترین فرودگاه کره‌جنوبی است. این شهر در شمال‌غرب کره جنوبی واقع شده‌است.

## مترو
متروی اینچئون در سال ۱۹۹۹ تأسیس شده و هم‌اکنون دارای ۲ خط و ۵۶ ایستگاه می‌باشد.

## هفدهمین دوره بازیهای آسیایی ۲۰۱۴
هفدهمین دوره بازی‌های آسیایی ۲۰۱۴ به‌طور رسمی از ۲۸ شهریور تا ۱۲ مهر ۱۳۹۳ به میزبانی اینچئون کره جنوبی در ۳۶ رشته برگزار شد در مجموع ۴۳۹ مدال بین ورزشکاران توزیع شده‌است.

## نگارخانه

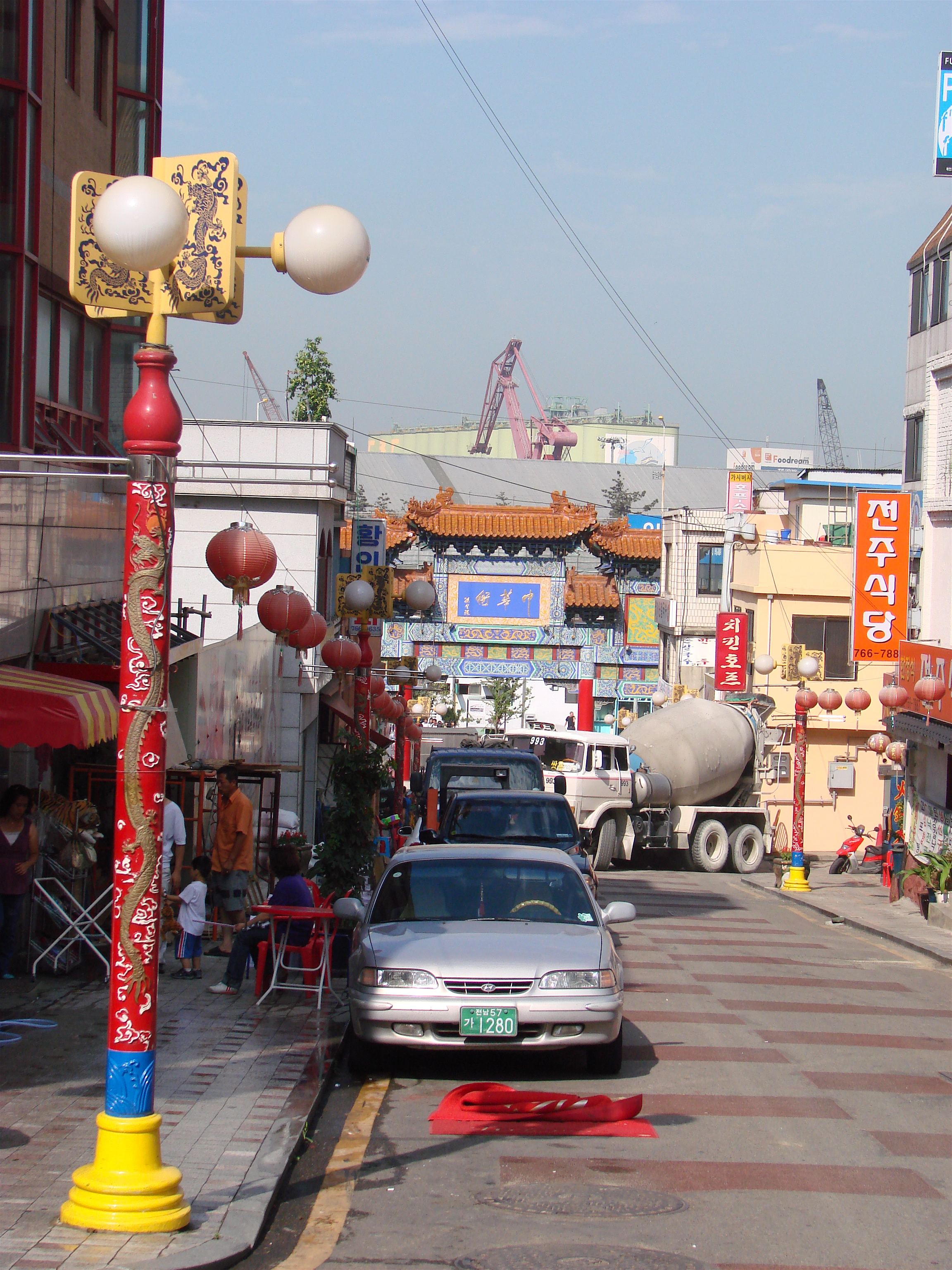
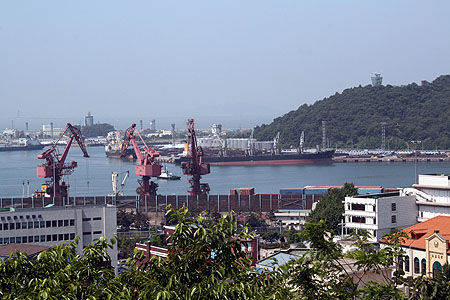
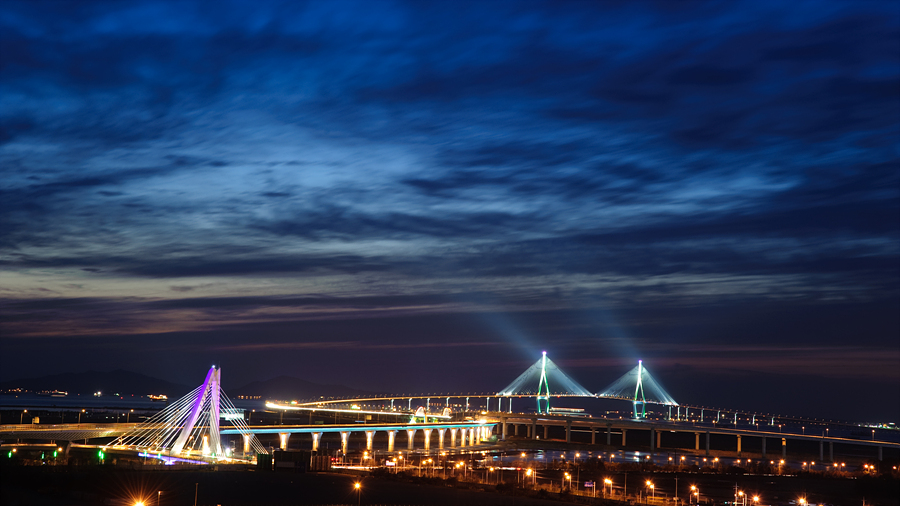

### شهرهای خواهر
- بربنک، کالیفرنیا، آمریکا (۱۹۶۱)
- فیلادلفیا، آمریکا (۱۹۸۳)
- انکوریج، آمریکا (۱۹۸۶)
- کیتاکیوشو، فوکوئوکا، ژاپن (۱۹۸۸)
- تیانجین، چین (۱۹۹۳)
- دالیان، چین (1994)[۴]
- هایفونگ، ویتنام (۱۹۹۷)
- پاناما، پاناما (2000)[۵]
- اسکندریه، مصر (۲۰۰۰)
- هونولولو، آمریکا (۲۰۰۳)
- چونگ‌کینگ، چین (۲۰۰۷)
- مریدا، یوکاتان، مکزیک (۲۰۰۷)
- کلکته، هند (2007)[۶]
- مانیل، فیلیپین (۲۰۰۸)
- پنوم‌پن، کامبوج (۲۰۰۹)
- یکاترینبورگ، روسیه (۲۰۰۹)
- بانتن، اندونزی (۲۰۰۹)
- کوبه، ژاپن (2010)[۷]
- ونتو، ایتالیا (۲۰۱۰)
- ولادی‌وستوک، روسیه (۲۰۱۲)